# Gaia Ecliptic Pole Catalogue
Der Gaia Ecliptic Pole Catalogue wurde erstellt zur Unterstützung der Gaia-Mission.
Für die Vermessung der Pole wurde der Ecliptic Pole Catalogue (EPC, später Gaia Ecliptic Pole Catalogue, GEPC), erstellt. Der südliche Teil des Katalogs wurde durch Beobachtungen mit dem 2,2-Meter-Teleskop des Max-Planck-Instituts für Astronomie in La Silla, Chile erstellt. Er enthält präzise Positionen, UBV I Photometrie für das südliche Feld und die entsprechenden Magnituden.
Der nördliche Teil wurde mit dem CFHT-3,6-Meter-Teleskop auf Mauna Kea, Hawaii erstellt.  
Der GEPC-V.-3.0-Katalog enthält 612.946 Objekte aus einem Feld von jeweils einem Quadratgrad am Nord- und am Südpol. Der nördliche Pol ist relativ sternarm und enthält 164.468 Objekte, während der südliche Pol noch im Bereich der Großen Magellanschen Wolke liegt und 448.478 Objekte umfasst.
Die Daten des GEPC in der Version 3.0 wurden gleich zu Beginn der Mission für die anfängliche Kalibrierung benötigt. Die Testphase (Commissioning-Phase) der Raumsonde Gaia endete am 18. Juli 2014. Es schloss sich eine Kalibrierungsphase von 28 Tagen an, während der die ekliptischen Pole intensiv vermessen wurden. In dieser Zeit wurde Gaia im Ecliptic Poles Scan Law Modus (EPSL) betrieben, bei dem die beiden Pole bei jeder Umdrehung zwei Mal vermessen wurden.
Der Katalog ist Teil von Initial Gaia Source List (IGSL), dem Anfangskatalog zur Abgleichung der von Gaia gefundenen Objekte mit den bisherigen Sternenkatalogen, der für Gaia DR1 verwendet wurde. Im Gegensatz zu den anderen Katalogen der IGSL wurde für den GEPC kein Magnitudenlimit bestimmt. Für Gaia DR2 und die nachfolgenden Kataloge spielt der GEPC keine Rolle mehr.